# Karol Belaník
Karol Belaník (* 12. listopadu 1966) je bývalý slovenský fotbalista, brankář. Po skončení aktivní kariéry působí jako fotbalový funkcionář.

## Fotbalová kariéra
V československé lize hrál za ZVL Žilina, Dukla Banská Bystrica, Bohemians Praha a Inter Bratislava. V československé lize nastoupil ve 12 utkáních.

## Ligová bilance
| Ročník                                      | Zápasy | Góly | Klub                  |
| ------------------------------------------- | ------ | ---- | --------------------- |
| 1. československá fotbalová liga 1985/86    | 8      | 0    | ZVL Žilina            |
| 1. československá fotbalová liga 1986/87    | 1      | 0    | Dukla Banská Bystrica |
| 1. slovenská národní fotbalová liga 1988/89 | 10     | 0    | ZZO Čadca             |
| 1. československá fotbalová liga 1991/92    | 2      | 0    | Bohemians Praha       |
| 1. československá fotbalová liga 1992/93    | 1      | 0    | Inter Bratislava      |
| CELKEM                                      | 22     | 0    |                       |